# Januar (Film)
Januar (Originaltitel: Janvaris) ist ein Filmdrama von Viesturs Kairišs, das im Juni 2022 beim Tribeca Film Festival seine Premiere feierte. Die Filmbiografie über den lettischen Filmregisseur Juris Podnieks arbeitet gleichzeitig die Geschehnisse im Januar 1991 in Lettland auf, die zur Wiedererlangung der Unabhängigkeit des Landes führten. Lettland reichte Januar als Beitrag für die Oscarverleihung 2023 in der Kategorie bester Internationaler Film ein.

## Handlung

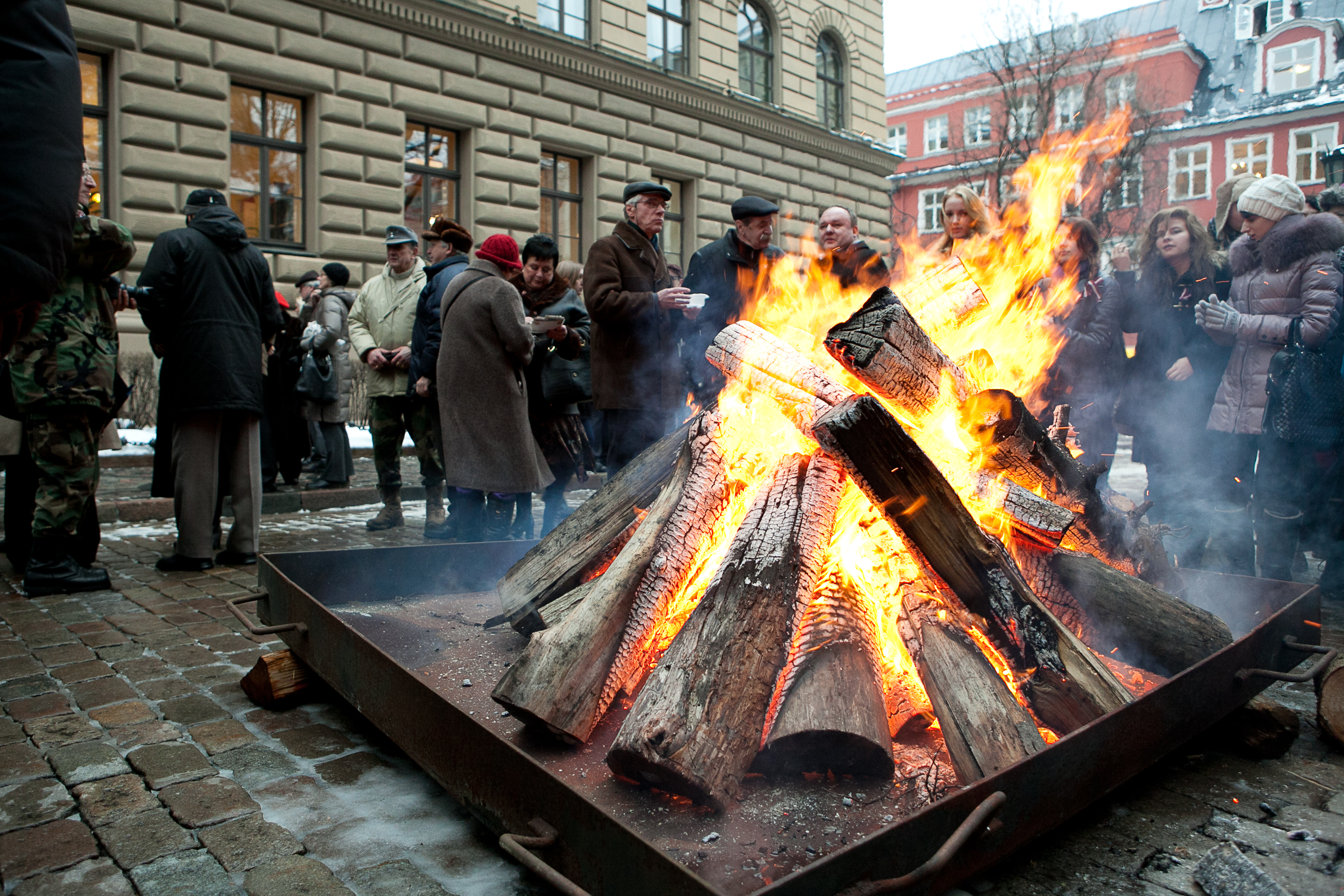
Regelmäßig erinnern Barrikaden vor der Saeima, dem Parlament der Republik Lettland, an die Geschehnisse im Januar 1991

Es ist Januar 1991 und Jazis' großer Traum ist es, Filmemacher zu werden. Die Vorbilder des jungen Mannes sind Ingmar Bergman und Jim Jarmusch. Auch seine neue Freundin Anna würde es gerne weit in der Filmbranche bringen und hat eine Stelle beim Filmemacher Juris Podnieks angenommen.
Jazis' und Annas Liebe wird jedoch in diesen Tagen auf die Probe gestellt, als die Sowjets versuchen, Lettlands Wunsch nach Unabhängigkeit zu unterdrücken.

## Barrikadentage in Lettland 1991
Der Januar 1991 nimmt einen wichtigen Platz in der jüngeren Geschichte und bei der Wiedererlangung der Unabhängigkeit Lettlands ein. Der 13. Januar 1991 markiert den Beginn der Januarkonfrontation oder auch „Barrikadentage“ beziehungsweise „Barikāžu laiks“. An diesem Tag gab es in Riga eine Großkundgebung mit 700.000 Menschen, die die Unabhängigkeit Lettlands forderten und Barrikaden gegen die Sowjetarmee errichteten. Diese politische Krise dauerte zwei Wochen und wurde erst endgültig gelöst, als es im August 1991 in Moskau zu einem Machtwechsel kam.

## Produktion

### Filmstab

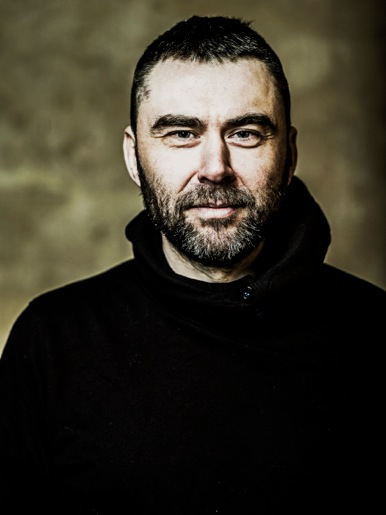
Regisseur Viesturs Kairiss

Regie führte Viesturs Kairišs, der gemeinsam mit Andris Feldmanis und Livia Ulman auch das Drehbuch schrieb. Feldmanis und Ulman waren zuletzt für Juho Kuosmanen für dessen Film Abteil Nr. 6 tätig, der zwischen den Zeilen das Verhältnis von Finnland und Russland thematisiert. Es handelt sich bei Januar um den fünften Spielfilm des lettischen Opern-, Film- und Theaterregisseurs Kairišs. In seinem letzten Film The Sign Painter verfilmte er einen Roman von Gunars Janovskis.
Über die rekonstruierte Zeit der Barrikadentage und den Fokus auf die Arbeit von Filmemachern und Kameramännern in Januar sagte der Regisseur: „Der Kampf des Volkes war damals eine äußerst bedeutsame Sache. Kino wurde damals plötzlich zu einer Frage von Leben und Tod – zwei Kameramänner kamen ums Leben. Ich war damals ein Nihilist, ohne großen Sinn für Staatlichkeit, ein radikaler junger Mann gegen den Strom und persönlich an die Zukunft denkend, das war oft so hoffnungslos.“
Kairišs selbst war im Januar 1991 19 Jahre alt, befand sich damit ungefähr im gleichen Alter wie seine Protagonisten und kämpfte damals für seine persönliche Freiheit, während die lettische Nation für die Befreiung von der totalitären Unterdrückung durch die UdSSR kämpfte. Der Krieg in der Ukraine zeige, dass Lettlands Kampf noch nicht zu Ende sei.

### Besetzung und Dreharbeiten
Kārlis Arnolds Avots spielt Jazis, Alise Danovska seine Freundin Anna, und Baiba Broka ist in der Rolle von Biruta zu sehen. Der estnische Schauspieler Juhans Ulfsaks spielt Juris Podnieks. In weiteren Rollen sind Artūrs Skrastiņš, Imants Strads, Lauris Dzlezītis und Kaspars Dumburs zu sehen.
Die Dreharbeiten wurden Anfang 2021 begonnen, um den 30. Jahrestag der Barrikadentage herum. Anfang März 2021 wurde vor dem Gebäude der Saeima eine Rekonstruktion der Barrikaden vom Januar 1991 nach Archivaufnahmen errichtet. Die Dreharbeiten wurden noch im März 2021 beendet. Als Kameramann fungierte Wojciech Staroń. Der Film verwendet auch Super-8-Zwischenspieler und Archivmaterial.

### Filmmusik und Veröffentlichung
Die Filmmusik komponierte Juste Janulīte.
Die Premiere erfolgte am 10. Juni 2022 beim Tribeca Film Festival. Im Oktober 2022 wurde der Film im internationalen Wettbewerb des Internationalen Filmfestivals Warschau gezeigt. Anfang November 2022 wurde er bei den Nordischen Filmtagen Lübeck vorgestellt und im Dezember 2022 beim Les Arcs Film Festival. Ende April, Anfang Mai 2023 wurde er bei GoEast gezeigt.

## Rezeption

### Kritiken
Von den bei Rotten Tomatoes aufgeführten Kritiken sind alle positiv.

### Auszeichnungen
Januar wurde von Lettland als Beitrag für die Oscarverleihung 2023 in der Kategorie Bester Internationaler Film eingereicht. Im Folgenden eine Auswahl weiterer Auszeichnungen und Nominierungen.
Cleveland International Film Festival 2023
- Nominierung im George Gund III Memorial Central and Eastern European Film Competition[14]

Cairo International Film Festival 2022
- Nominierung für den Arab Critics’ Award for European Films[15]

Festa del Cinema di Roma 2022
- Auszeichnung als Bester Film (Viesturs Kairišs)
- Auszeichnung für die Beste Regie (Viesturs Kairišs)
- Auszeichnung als Bester Schauspieler (Kārlis Arnolds Avots)[16]

GoEast 2023
- Nominierung im Wettbewerb[17]

Internationales Filmfestival Warschau 2022
- Nominierung im International Competition
- Auszeichnung für die Beste Regie (Viesturs Kairišs)[18][19]

Nordische Filmtage Lübeck
- Nominierung im Wettbewerb Spielfilme

Tribeca Film Festival 2022
- Auszeichnung als Bester Film im International Narrative Competition[20]